# 엘바산 문자

엘바산 문자(Elbasan)는 18세기에 알바니아어의 표기에 쓰였던 문자이다. 엘바산이란 이름은 이 문자가 발명되어 사용된 도시이름인 엘바산에서 유래되었다. 베이타 크크쥬 문자와는 달리 정확한 발명자가 누구인지는 불명이다. 알바니아어는 이미 오랫동안 그리스 문자, 아랍 문자, 로마자 등으로 표기되고 있었기 때문에, 엘바산 문자의 사용은 국지적인 것에 그쳤고 오래가지 못했다. 1908년에는 로마자가 알바니아어의 정식문자로 채택되었다.

## 같이 보기
- 언어 순수주의